# Certima xylinochroma
Certima xylinochroma là một loài bướm đêm trong họ Geometridae.